# 李子壩駅
李子垻駅（りしは-えき）は、中華人民共和国重慶市渝中区に位置する、重慶軌道交通2号線の駅。駅番号は207。

## 駅構造
マンションの中を貫いた、相対式ホーム2面2線の高架駅。マンションの6階・7階部分を駅舎として使用している。出口は2箇所ある。
| 2号線ホーム | 相対式ホーム              |
| 2号線ホーム | ←2号線 臨江門・較場口方面 |
| 2号線ホーム | 2号線 動物園・新山村方面→ |
| 2号線ホーム | 相対式ホーム              |

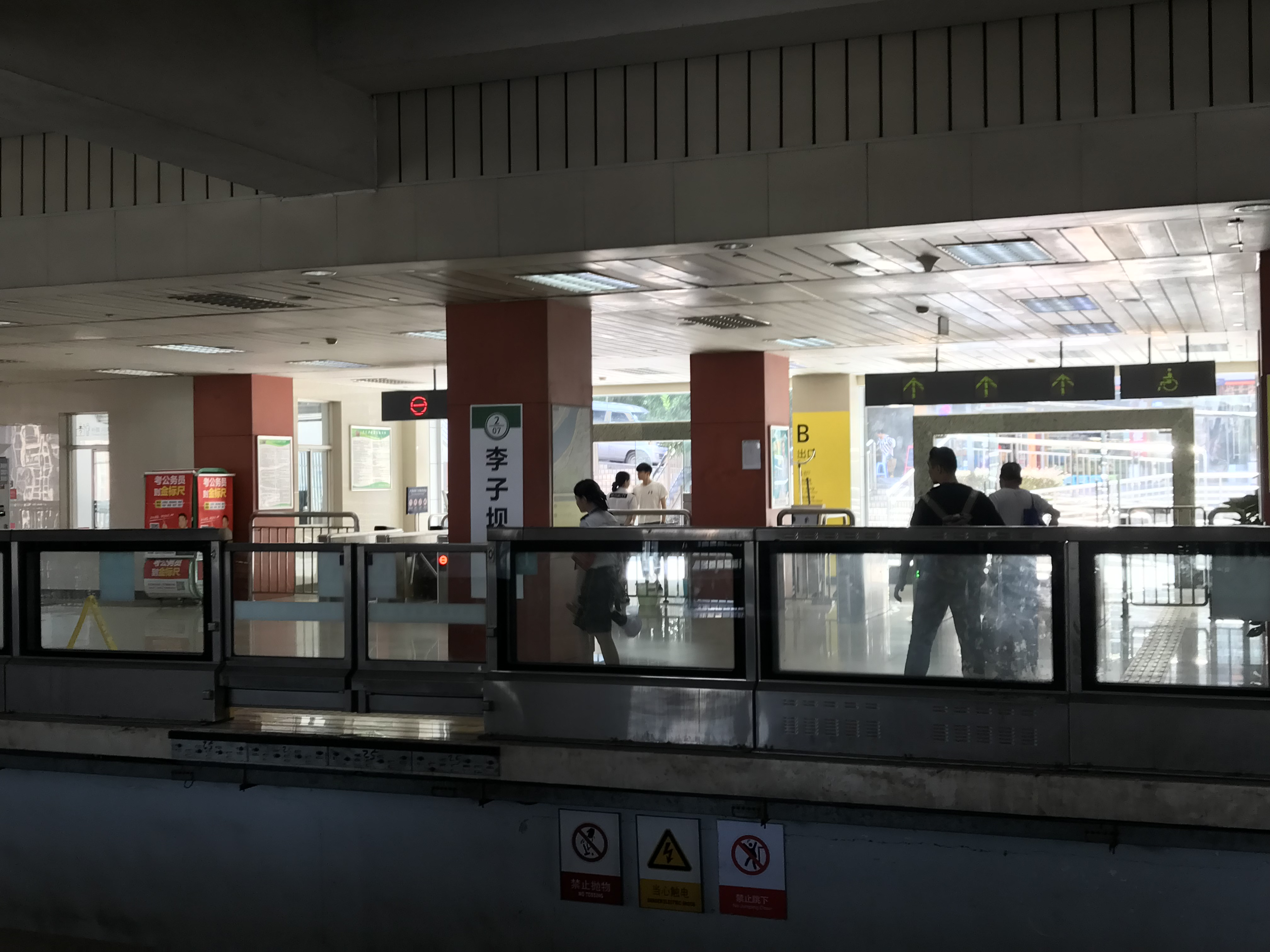
較場口方面ホームと改札口
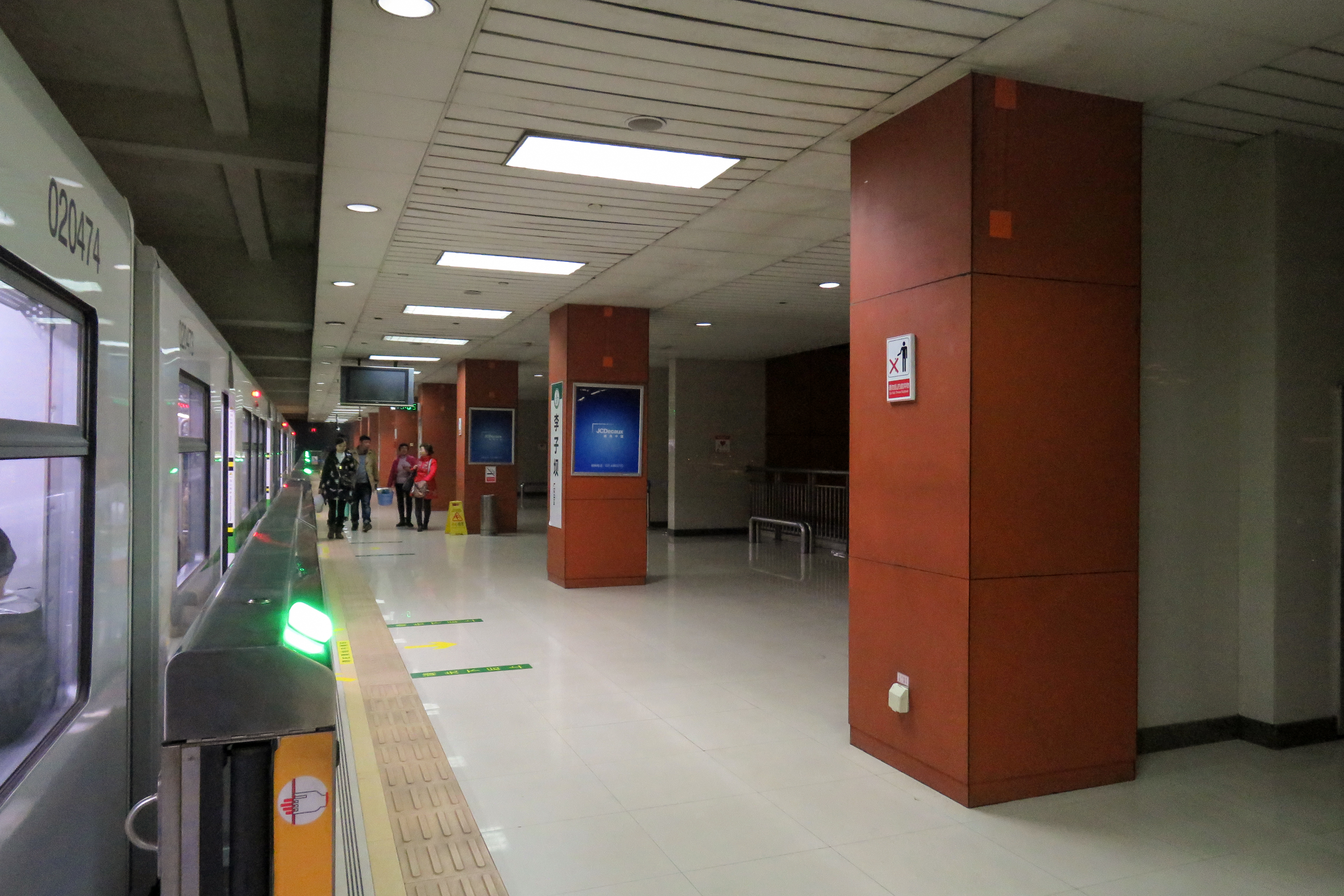
ホーム
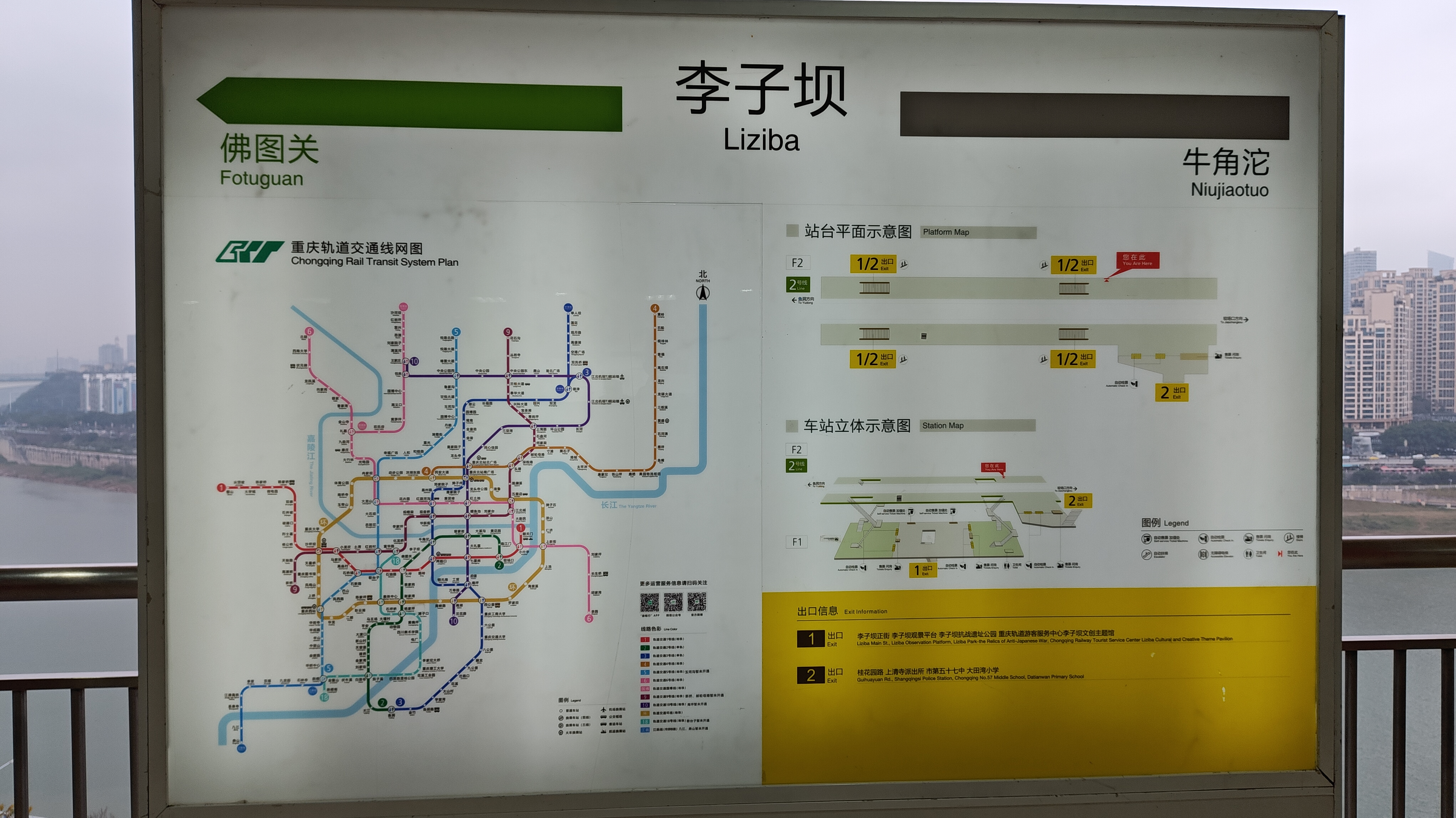
駅名標

## 駅周辺
- 李子垻正街
- 軽軌美侖李子垻駅総合楼
- 李子垻抗線城址公園
- 巴渝文化長廊
- 桂花園路
- 重慶市第五十七中学
- 無線電話公司

## 歴史
- 2005年6月18日 - 開業。

## 隣の駅
重慶軌道交通
■2号線
牛角沱駅 (206) - 李子垻駅 (207) - 仏図関駅 (208)